# Hotel Adlon
Hotel Adlon Kempinski er et hotel i Berlin. Det er et af de mest luksuriøse og kendte hoteller i Tyskland, beliggende i Dorotheenstadt i bydelen Mitte på Unter den Linden ved Pariser Platz, kun få meter fra Brandenburger Tor og Denkmal für die ermordeten Juden Europas.
Hotellet har navn efter Lorenz Adlon, en succesfuld berlinsk vinimportør og restauratør. Det åbnede i oktober 1907 og etablerede sig hurtigt som et af Berlins store hoteller med mange kendte gæster. Den oprindelige bygning blev kun lidt beskadiget under 2. verdenskrig. I 1945 blev bygningen omdannet til sygehus, men natten til 3. maj brændte bygningen ned og blev næsten helt ødelagt. 
Kun en sidebygning stod herefter som ved opførelsen. Efter krigen blev denne fløj genåbnet under navnet Hotel Adlon. I forbindelse med en "forskønnelse af grænsen" nedrev myndighederne i DDR i 1984 resterne af hotellet.
I august 1997 stod hotelkæden Kempinskis nybyggeri færdigt; den nye bygning er bygget i en stil, der tager traditionerne fra det tidligere Adlon op.
Europæiske konger og kejsere, den russiske zar, industribaroner som Thomas Edison, Henry Ford, John D. Rockefeller, Charlie Chaplin, Franklin D. Roosevelt, Josephine Baker, Marlene Dietrich og mange flere af datidens kendisser var gæster på hotellet i de tidlige år. Efter murens fald og hotellets genopførelse har hotellet haft prominente gæster som Bill Clinton, Barack Obama og Michael Jackson. 
I 2002 var hotellet scene for den berygtede hændelse, hvor Michael Jackson holdt sit eget barn, Prince Michael Jackson II (kælenavn "Blanket") ud over balkonen fra 3. sal kun fastholdt i Michael Jacksons højre arm.
I 2014 viste DR en serie i tre dele Hotel Adlon - en familiesaga produceret af ZDF baseret på livet i og personerne omkring hotellet fra 1904 til 1997.